# Time for print

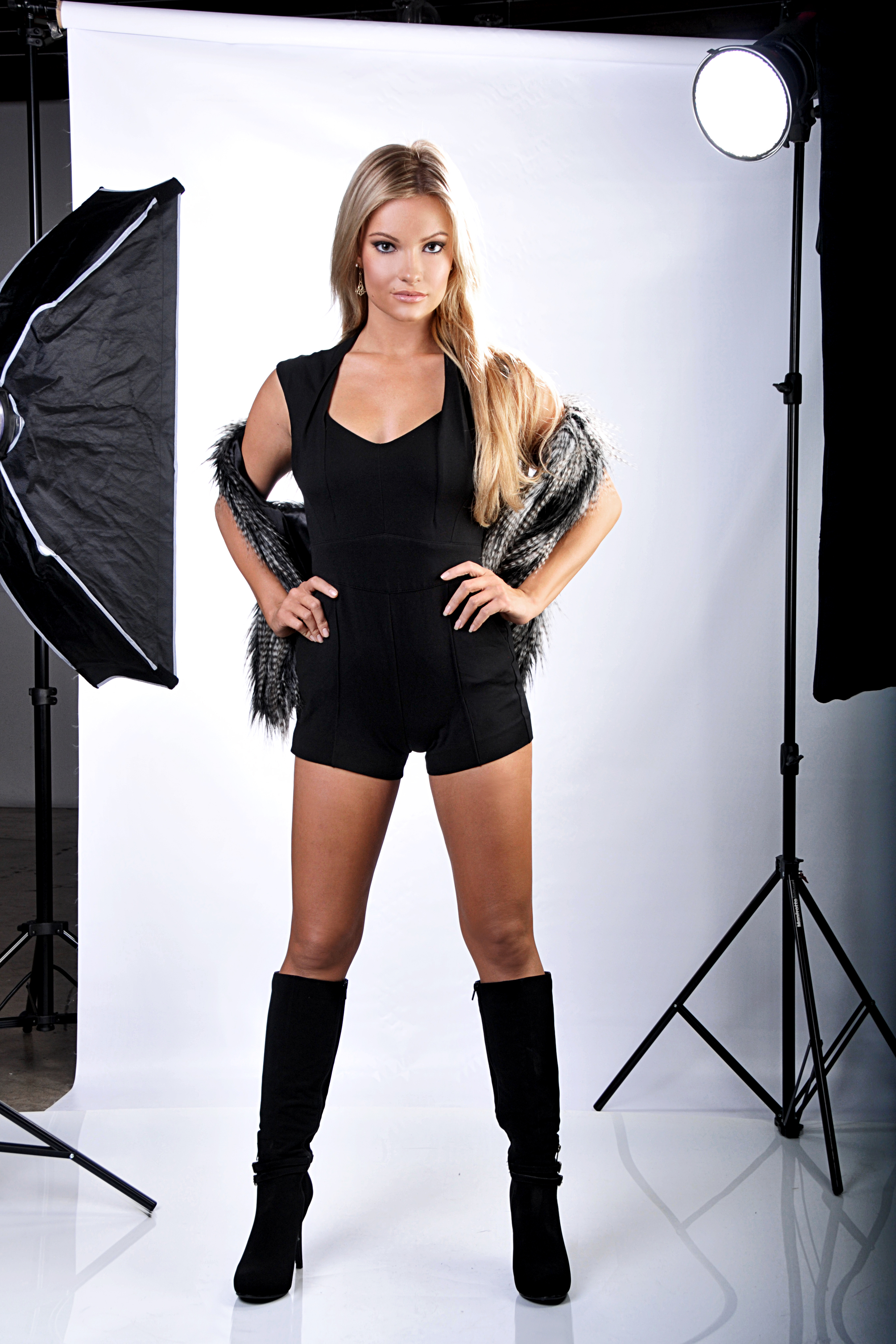
Модель на фотосесії

Time for Print (англ. Час за фотографії (надруковані)) або абревіатура TFP — це термін, яким називають співпрацю у форматі послуга за послугу, суть якої полягає у тому, що фотограф фотографує модель, а модель позує фотографу без грошових винагород. Тобто, замість того, щоб платити один одному за послуги, фотограф згоден надати моделі певну кількість надрукованих найкращих фотографій в обмін на позування та підписання релізу моделі.
Варіантом цієї угоди є Час за CD (TFCD). Тобто зображення надаються на CD замість відбитків. В наш час[коли?] в Інтернет-спільнотах під терміном TFP зазвичай йдеться саме про TFCD.
Зйомка на умовах TFP вигідна і моделі та фотографу на певних етапах їх творчості й зазвичай корисна обом сторонам тоді, коли їх професіоналізм збігається. Так, професійної моделі навряд чи буде цікаво зніматися TFP у фотографа-початківця, так само як і професійний фотограф не буде зацікавлений у зйомках моделі-початківця. Однак, при приблизно однаковому професійному рівні, зйомка TFP дає хороші результати, і до того ж це прекрасний спосіб реалізувати власні творчі проєкти з мінімальними фінансовими витратами.
Багато суперечок викликає питання оплати оренди студії та оплати роботи (або дорогих витратних матеріалів) візажиста. Єдиної думки щодо цього немає, однак можна сформулювати загальний підхід: «Хто більше зацікавлений, той і платить». Якщо модель із невеликим досвідом домовляється зніматися у досвідченого фотографа, то логічно, що оплата лягає на плечі моделі. Якщо фотограф-початківець хоче повчиться працювати з досвідченішою моделлю, то платить фотограф. Якщо рівень фотографа і моделі однаковий, а також однаковий рівень зацікавленості у зйомці, то логічно розділити оплату супутніх витрат порівну.

## Умови
Не існує «стандартних» умов для TFP /TFCD зйомки. У кожного фотографа і моделі можуть бути свої уподобання щодо того, як організовувати та здійснювати зйомку. Тим не менш, наступні угоди є загальноприйнятими:
- Модель відповідає за гардероб і макіяж.
- Фотограф відповідальний за місце зйомки або студію і прокат устаткування (мається на увазі вибір студії та обладнання).
- Оплата супутніх витрат здійснюється за взаємною домовленістю (спільно, тільки моделлю, тільки фотографом)
- Фотограф несе відповідальність за друк знімків, запис CD та вартість доставки.
- Кожен учасник відповідає за своє власне пересування.
- Фотограф отримує підписаний реліз моделі на використання фотографій для портфоліо, друку або комерційних цілей.
- Модель отримує дозвіл на використання фотографій для свого портфоліо.
- Фотограф обирає найкращі фотографії, ретушує їх і відправляє моделі.
- Обсяг ретушування також залежить від фотографа.
- Загальний час для відбору, ретуші й передачі фотографій моделі може варіюватися від одного тижня до двох місяців.
- Теми та вимоги до гардероба обговорюють до зйомки по телефону, особисто або електронною поштою.
- Деякі фотографи надають зображення тільки в малому розширенні (для розміщення в Інтернеті), інші віддають високоякісні зображення для друку.
- Фотограф може вимагати, щоб всі фотографії, розміщені в мережі, мали водяний знак (для запобігання крадіжки зображень) і посилання на автора.
- Модель не може продавати фотографії для будь-якого вебсайту або відправляти їх у журнали/ Інтернет конкурси й т. д. без дозволу фотографа.
- Якщо моделі менше ніж 18 років, батьки, як правило, зобов'язані відвідувати фотосесію і підписати дитячий реліз.
- Фотограф може встановлювати правила про те, чи може модель привести гостя для участі у фотосесії.

## Варіації
Деякі професійні фотографи та моделі використовують принцип TFP/TFCD фотосесій для особистих проєктів, проте в основному ці терміни зустрічаються серед учасників Інтернету і фотографічних спільнот. Комерційні та модельні агенції, фотографи та моделі замість цього беруть участь у пробних фотосесіях (також званих «кастинг моделей» або просто «кастинг»). Кастинги мають кілька важливих відмінностей від TFP /TFCD:
- Як правило, вони організовані через модельні агентства.
- Модель не підписує реліз моделі, але і фотограф, і модель можуть використовувати фотографії для своїх портфоліо.
- Для зйомок портфоліо моделі (model's book), модель, як правило, компенсує фотографу, візажиста і стиліста витрачений час за спеціальним тарифом.
- У деяких випадках модельне агентство може заплатити за фотосесію в рахунок майбутнього заробітку моделі.
- Для зйомок задуманої фотографом ідеї агентство може надати модель на безоплатній основі в обмін на деякі кадри, для портфоліо моделі та/або відгуків про моделі та її здібності.
- Фотографії виконуються в основному в комерційному стилі чи як для редакційного друку — в тому ж жанрі, який використовується учасниками для клієнтів.
- Пробні фотосесії не використовуються для гламурної, арт ню, випадкових портретів, еротичної фотографії, оскільки вони не несуть жодної користі для комерційного або творчого портфоліо моделі.

## Правові аспекти
Підписання релізу моделі також не є обов'язковою вимогою при TFP-зйомці, проте є бажаним, тому що дозволяє вберегти й фотографа і модель від судових розглядів.